# 王志莘
王志莘（1896年4月21日—1957年2月2日），原名王允令，上海市人，中华民国及中华人民共和国银行家，中國證券市場建設的先行者。

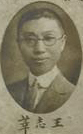

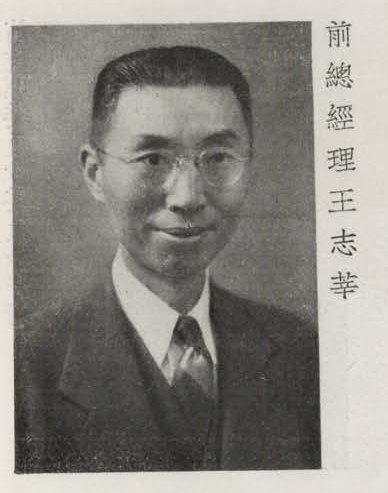
王志莘

## 生平

### 中华职教社
王志莘生于江苏川沙（今上海市浦东新区）。父亲王南山，母亲朱氏。王志莘原名王允令，5岁时父亲病逝，家道中落。母亲为供他上学，乃刺绣为生。1910年，14岁的王志莘因家贫辍学，由叔父介绍到钱庄当学徒，但他一心想读书。母亲省吃俭用将他送到南洋公学学习。1915年，王志莘中学毕业，先后在定海县中学、上海留云小学任教。后来又到新加坡担任教员、报馆编辑，还曾经营橡胶种植园。
1921年王志莘回国。他和黄炎培都是川沙人，这时正值黄炎培的中华职业教育社提倡职业教育，筹划到菲律宾、南洋各地考察。王志莘乃陪黄炎培考察南洋。《黄炎培年谱》载，1921年1月30日，黄炎培偕中华职业教育社王志莘离开上海赴菲律宾、南洋等地提倡职业教育，携带书籍、幻灯片等，到各地开会演讲共43次。2月21日从菲律宾返抵香港。2月25日从香港抵达汕头。在汕头逗留十余天，搭船抵泰国曼谷。王志莘协助黄炎培为中华职业学校募款，获14700多元。4月22日两人抵达马来西亚吉隆坡。后又到新加坡、柔佛、棉兰等地，5月12日抵香港，5月18日返抵上海。同年，王志莘考入上海商科大学，自此边在中华职业教育社工作，边在上海商科大学学习。
1923年，经黄炎培推荐，并获菲律宾华侨李昭北资助，王志莘到美国哥伦比亚大学留学，攻读银行学，两年便先后获学士和硕士学位。1925年离开美国，在归国途中绕道欧洲考察银行业务。回国后，在母校上海商科大学任教，同时在中华职业学校任教。1925年8、9月间，中华职业教育社创办《生活》周刊。该周刊原计划名为《生活之路》，为方便称呼改定名为《生活》。《生活》周刊首任主编是王志莘，1926年10月改由邹韬奋主编。该刊宗旨是：“以有趣味（雅俗共赏的事实）、有价值（必须使人看了在道德修养上得到多少的灵感）的材料，暗示人生修养，唤起服务精神，力促社会改进。”办刊方针是“以读者利益为中心，以社会改造为目的，要做成社会上人人的一个好朋友。”

### 进入银行界
1926年，王志莘离开《生活》周刊，进入薛仙舟主持的工商银行任储蓄部主任。其间，他提倡利用合作贷款调剂工商资金，被称作“平民银行”。1928年，江苏省财政厅厅长赵棣华筹办江苏省农民银行，聘过探先任总经理，王志莘任副经理。不久过探先逝世，王志莘继任总经理，任内积极发展农村信用合作社，当时江苏省农村合作社数量居全国第一。
1931年，新华商业储蓄银行改组。该银行成立于1914年10月，由中国银行和交通银行拨款成立，是中国最早的储蓄银行之一。初期经营顺利，实收股本自起初的15万元增至1925年的200万元。但此后因为国内军阀统治下的政治混乱和自身经营不善，导致放款大量呆滞，内部多次发生盗款卷逃。营业人员纷纷通知客户来行提存。总经理方仁元请示中国银行、交通银行增资，并在1931年宣布改组为“新华信托储蓄银行”（仍简称“新华银行”），总行从北平迁到上海，王志莘任总经理，主持整治该行。
通过《改组宣言》，王志莘向社会宣布了新华银行的服务宗旨，实质上是采用欧美银行的做法，用银行的资本信用吸收社会闲散资金，以开展投资和放款。他推荐了曾在美国纽约大学、哥伦比亚大学攻读银行学并获硕士的孙瑞璜担任副总经理，聘贺友梅、陈鸣一、周仰汶、徐振东、项吉士、王瑞琳、严景耀、徐维荣等任银行要职。他还坚持以贤、才为录用行员的要则，尽量录用大、中学校毕业生，并经考试或考查，且注重职工福利待遇。
在经营上，王志莘主持开设了多种储蓄，以聚拢零散资金，用高利息举办纪念储金，期限一年，月息一分，并赠“不倒翁”扑满为纪念品；还利用报刊和橱窗宣传储蓄。新华银行开展了各类储蓄业务，在存款手续上力求简便，储蓄业务由此兴旺。
新华银行改组当年便扭亏为盈。到抗日战争全面爆发前夕，存款总额较改组前增加将近7倍；各项放款较改组前增加两倍；各项投资达1165万元。该行的社会信誉和在银行界的地位获得提高，被誉为 “南四行”之一，是上海银行业公会二百余个会员中处在领导地位的十家大银行之一。
在中华民国时期，他还先后兼任中国国货公司、中国国货联营公司、中国棉麻公司等企业的董事、董事长。

### 抗戰期間
1936年，王志莘率先在《上海文化界救国运动宣言》上公开签名，推动了上海工商界的救亡运动。1937年，七七事變後他经香港辗转抵达重庆，设新华银行总管理处，管理重庆、桂林、昆明等地分行业务。同时在上海保留新华银行总行，由副总经理孙瑞璜主持，管理沦陷区的上海、北平、天津、广州、南京、厦门等地分行业务。王志莘曾任第一届国民参政会参政员，兼任联合票据承兑所和联合征信所的主任委员、总经理等职，随黄炎培等人呼吁团结抗日。不久，辞去他國民參政院参政员职务。
他通过银行业务，資助中华职业教育社、生活书店等社會團體。1934年，曾試圖離開重慶，受阻未果。

### 留驻上海
1945年，戰爭結束後，新华银行在重庆的总管理处撤销，业务仍由上海的总行领导，并且增设香港、长沙、无锡、苏州等分行。广州、汉口两分行也陆续复业。新华银行还同世界各地大城市通汇。1946年王志莘参与筹组上海证券交易所，被推举为常务理事兼首任总经理。当时王志莘想将该所改造为新的投资市场，但事与愿违，他便主动脱离了该所。
1949年，王志莘決定留在大陸，并同孙瑞璜电令各地分行经理坚守岗位，对存户负责。。
上海战役后，在私营金融业接受社会主义改造过程中，王志莘任公私合营银行联合董事会副董事长和第一副总经理、华东财经委员会委员、上海市财经委员会委员等職務。1950年2月至1953年3月，在中国民主建国会新的扩大临工会阶段，王志莘任委员。1953年3月中国民主建国会上海市分会成立，王志莘当选常务委员。他还当选为第一届全国人大代表、中国民主建国会中央委员等职。1955年，王志莘患胃癌，但他仍表示“愿以有生之日，尽可能为国家效力”，抱病参加各种会议，并参加了人大代表视察工作。
1957年2月2日，王志莘病逝，享年61岁。

## 著作
- 《中國之儲蓄銀行史》
- 《合作金融》